# محمود حجتی
محمود حجتی (زادهٔ ۱۷ مهر ۱۳۳۴) سیاستمدار اصلاح طلب ایرانی است که سمت وزیر جهاد کشاورزی را در دولت‌های هفتم و هشتم از سال ۱۳۷۹ تا ۱۳۸۴، در دولت‌های یازدهم و دوازدهم از سال ۱۳۹۲ تا ۱۳۹۸ برعهده داشت و از سال ۱۳۹۸ تا ۱۴۰۰ مشاور رئیس‌جمهور بود. او همچنین در دولت هفتم به‌عنوان وزیر راه و ترابری فعّالیت می‌کرد.
وی دانش‌آموختهٔ مهندسی عمران از دانشگاه صنعتی اصفهان است. حجتی از سال ۱۳۶۸ تا ۱۳۷۳ استاندار سیستان و بلوچستان در دولت پنجم بود. او در دولت‌های هفتم و هشتم به ریاست‌جمهوری سید محمد خاتمی از سال ۱۳۷۶ تا ۱۳۷۹ به‌عنوان وزیر راه و ترابری و از ۱۳۷۹ تا ۱۳۸۴ در سمت وزیر جهاد کشاورزی فعّالیت می‌کرد.

## زندگی‌نامه
محمود حجتی نجف‌آبادی در مهر سال ۱۳۳۴ در نجف آباد واقع در استان اصفهان زاده شد. او دروس ابتدایی و دوره متوسطه دوم را در نجف آباد به پایان رساند. در سال ۱۳۵۴ وارد دانشگاه کار، که پس از انقلاب سال ۱۳۵۷، با دانشگاه صنعتی اصفهان ادغام شد، گردید و در در رشته مهندسی عمران تحصیل کرد.

## فعّالیت‌های سیاسی
محمود حجتی پس از پیروزی انقلاب سال ۱۳۵۷، وارد نهاد جهاد سازندگی شد. او در دولت‌های پنجم و ششم از سال ۱۳۶۸ تا ۱۳۷۳ به ریاست‌جمهوری اکبر هاشمی رفسنجانی، به‌عنوان استاندار سیستان و بلوچستان فعّالیت می‌کرد. با شروع عملیات اجرایی احداث سد کرخه، او به‌عنوان مدیر اجرایی این پروژه تا زمان بهره‌برداری مشغول به کار بود.

## وزارت راه و ترابری
محمود حجتی در دولت هفتم در فاصله سال‌های ۱۳۷۶ تا ۱۳۷۹ به مدّت ۳ سال به‌عنوان وزیر راه و ترابری به‌ریاست‌جمهوری سید محمد خاتمی مشغول به فعّالیت بود و سپس به‌عنوان نخستین وزیر جهاد کشاورزی انتخاب شد.

## وزارت جهاد کشاورزی

### دولت‌های یازدهم و دوازدهم
حسن روحانی، رئیس‌جمهور وقت نام حجتی را به‌عنوان وزیر پیشنهادی برای وزارت جهاد کشاورزی در دولت یازدهم برای اخذ رأی اعتماد از سوی نمایندگان به مجلس شورای اسلامی داد. حجتی توانست با کسب ۱۷۷ رأی مثبت از ۲۸۴ رأی ماخوذه متصدی این وزارتخانه شود.
پس از پیروزی حسن روحانی در انتخابات ریاست‌جمهوری سال ۱۳۹۶، نام محمود حجتی برای کسب مجدد این سمت در دولت دوازدهم به مجلس شورای اسلامی داده شد و وی توانست با کسب ۱۶۴ رأی موافق، ۹۴ رأی مخالف و ۲۳ رأی ممتنع و ۷ رأی باطله از مجموع ۲۸۸ رأی ماخوذه به‌عنوان وزیر وزارتخانه جهاد کشاورزی انتخاب شود.

### استیضاح و استعفا
محمود حجتی در ۲۳ اسفند سال ۱۳۹۶ مورد استیضاح نمایندگان مجلس شورای اسلامی قرار گرفت، که نمایندگان با ۱۰۵ رأی موافق، ۱۱۷ رأی مخالف و ۷ رأی ممتنع از مجموع ۲۲۹ رأی ماخوذه، با استیضاح حجتی مخالفت کردند و وی به‌عنوان وزیر جهاد کشاورزی در دولت دوازدهم باقی ماند.

#### بازداشت منصوبان و استعفا
برخی منصوبان و مدیران وی در دوران تصدی وزارت او در وزارت جهاد کشاورزی به دلیل فساد بازداشت شدند.
خلیل آقائی کهلیک بلاغی که با وجود انتقادات کارشناسان،بعنوان رئیس سازمان جنگلها، مراتع و آبخیزداری منصوب شده بود در آبان ۱۳۹۸ و در جریان مبارزه قوه قضائیه ایران با فساد به اتهام ارتشا بازداشت شد.
حمید ورناصری، مدیر عامل شرکت پشتیبانی امور دام، در مهر ۱۳۹۸ و برخی مدیران جهاد کشاورزی استان تهران به دلیل فساد در موضوع واردات گوشت در تابستان ۱۳۹۸ بازداشت شده بودند. پس از بازداشت خلیل آقایی، رسانه‌ها از احتمال استعفای حجتی خبر دادند.
حجتی تا ۴ آذر سال ۱۳۹۸ در این سمت مشغول به کار بود و در این تاریخ از سمت وزیر جهاد کشاورزی استعفا داد و استعفای او توسط رئیس‌جمهور وقت قبول شد. او سپس به‌عنوان مشاور رئیس‌جمهور ایران در امور کشاورزی و امنیت غذایی از سوی حسن روحانی منصوب شد.

### تولید گندم
حجتی در دوران وزارتش بنا به درخواست سید علی خامنه‌ای، طرح کلان افزایش تولید را تدوین کرد و به اجرا گذاشت در راستای اجرای طرح افزایش تولید، دولت قیمت خرید تضمینی گندم را افزایش داد تا کشاورزان به تولید گندم تشویق شوند. با اجرای این طرح، تولید گندم با ۷۳ درصد رشد از ۸ میلیون تن به ۱۴ میلیون تن رسید و واردات بیش از ۶٫۴ میلیون تن گندم در سال به صفر رسید.
بسیاری از منتقدان به خودکفایی در تولید گندم، از جمله وزیر سابق کشاورزی عیسی کلانتری، این طرح را صرفاً طرحی سیاسی دانسته و امکان خودکفایی در کشت گندم را با منابع آبی در دسترس و با روش‌های کشت سنتی متداول در را ایران غیر عملی می‌دانند و معتقدند که استمرار کشت وسیع گندم در عمل، منجر به فاجعه‌ای زیست‌محیطی خواهد شد.

### دولت‌های هفتم و هشتم
محمود حجتی در دولت هفتم در سال ۱۳۷۹ پس از اذغام ۲ وزارتخانه کشاورزی و جهاد سازندگی، توسط سید محمد خاتمی و با رأی نمایندگان مجلس شورای اسلامی به‌عنوان نخستین وزیر جهاد کشاورزی انتخاب شد و در دولت هشتم نیز این سمت را برعهده داشت.